# Bedlington Terriers F.C.
Bedlington Terriers Football Club là một câu lạc bộ bóng đá có trụ sở ở Bedlington, Anh. Câu lạc bộ hiện tại là thành viên của Northern League Division Two và chơi tại Welfare Park.

## Lịch sử
Câu lạc bộ thành lập năm 1949 với tên gọi Bedlington Mechanics và gia nhập Northern Combination. Họ giành chức vô địch Northumberland Minor Cup mùa giải 1953–54, và vô địch Northern Combination mùa giải tiếp theo. Họ gia nhập Northern Alliance năm 1955, và lần đầu tiên góp mặt ở Cúp FA năm 1959.
Câu lạc bộ giải thể năm 1963, nhưng được tái lập lại với tên gọi Bedlington Colliery Welfare năm 1965, và rejoined the Northern Alliance. Họ thắng cuộc ở giải vô địch và League Cup mùa giải 1966–67, và là á quân mùa giải sau đó và một lần nữa ở các mùa giải 1969–70 và 1971–72, cũng như một lần nữa vô địch League Cup mùa giải 1969–70.
Sau khi rời Northern Alliance cuối mùa giải 1978–79, câu lạc bộ trải qua mùa giải 1979–80 ở Tyneside Amateur League với tên gọi Bedlington United, trước khi về lại Northern Alliance mang tên Bedlington Terriers năm 1980. Năm 1982 họ là thành viên sáng lập của hạng đấu mới Division Two của Northern League. Đội bóng về đích á quân mùa giải 1984–85, thăng hạng Division One. Sau khi về đích ở vị trí á quân trong mùa giải đầu tiên ở Division One, mùa giải tiếp theo chứng kiến đội bóng xếp cuối bảng, và xuống chơi lại Division Two.
Bedlington vô địch Division Two mùa giải 1993–94, giành quyền thăng hạng Division One. Điều này đã khởi đầu cho thời kì thành công nhất trong lịch sử câu lạc bộ, khi đội bóng giành vị trí á quân mùa giải 1995–96, cũng như vô địch League Cup và Northumberland Senior Cup. Sau đó họ có 5 lần liên tiếp giành danh hiệu từ 1997–98 đến 2001–02. Họ cũng vào đến vòng Một của Cúp FA lần đầu tiên ở mùa giải 1998–99, và đánh bại Colchester United của Second Division 4–1 trước số khán giả kỉ lục 2.400, vào vòng Hai, thất bại 2–0 trước Scunthorpe United. Cũng trong mùa giải đó, chứng kiến đội bóng vào chung kết FA Vase, và thất bại 1–0 trước Tiverton Town trên Sân vận động Wembley. Đội bóng lại vào đến bán kết FA Vase các mùa giải 2000–01 và 2004–05, nhưng lần lượt bị đánh bại bởi Berkhamsted Town và AFC Sudbury. Trong khoảng thời gian này, câu lạc bộ cũng vô địch Northumberland Senior Cup ở các mùa giải in 1997–98, 2001–02 và 2003–04 và League Cup mùa giải 2000–01.
Theo sau chuỗi danh hiệu giải vô địch, Bedlington về đích thứ hai ở Division One mùa giải 2002–03 và 2005–06, nhưng câu lạc bộ trải qua sự khó khăn kinh tế, và về đích thứ 3 từ dưới lên mùa giải 2006–07. Năm 2010, câu lạc bộ nhận được tài trợ từ tỉ phú người Hoa Kỳ Robert E. Rich Jr. sau khi vợ ông phát hiện liên kết với thị trấn và mua lại danh hiệu Lord Bedlington. Việc đầu tư Rich bao gồm mua một bảng điện từ £30.000 và làm mặt sân mới, cũng như tổ chức một chuyến du đấu đến Hoa Kỳ, với trận giao hữu trước FC Buffalo thiết kế thành "Lord Bedlington Cup". Điều này đã dẫn đến việc BBC phát sóng một chương trình về câu chuyện năm 2012 với tiêu đề Mr Rich và the Terriers.
Mùa giải 2015–16 câu lạc bộ xếp cuối Division One và xuống chơi tại Division Two.

## Danh hiệu
- Northern League
  - Vô địch Division One 1997–98, 1998–99, 1999–2000, 2000–01, 2001–02
  - Vô địch Division Two 1993–94
  - Vô địch League Cup 1996–97, 2000–01
- Northern Alliance
  - Vô địch 1966–67
  - Vô địch League Cup 1966–67, 1969–70
- Northern Combination
  - Vô địch 1954–55
- Northumberland Senior Cup
  - Vô địch 1996–97, 1997–98, 2001–02, 2003–04
- Northumberland Minor Cup
  - Vô địch 1953–54

## Kỉ lục
- Thành tích tốt nhất tại Cúp FA: Vòng Hai, 1998–99[8]
- Thành tích tốt nhất tại FA Trophy: Vòng loại thứ ba, 1986–87[8]
- Thành tích tốt nhất tại FA Vase: Á quân, 1998–99[8]
- Kỉ lục khán giả: 2.400 vs Colchester United, Vòng Một Cúp FA, 1998–99[1]
- Cầu thủ ghi nhiều bàn thắng nhất: John Milner[1]